# Weihrauch-Kiefer
Die Weihrauch-Kiefer (Pinus taeda), auch Amerikanische Terpentin-Kiefer genannt (Hinweis auf die Nutzung), ist eine Pflanzenart aus der Gattung der Kiefern (Pinus) innerhalb der Unterfamilie der Pinoideae aus der Familie der Kieferngewächse (Pinaceae). Sie ist der offizielle Staatsbaum des US-Bundesstaates Arkansas.
Ihr Holz wird unter dem Namen Carolina Pine gehandelt.

## Beschreibung
Die Weihrauch-Kiefer ist ein immergrüner Baum, der Wuchshöhen von  30 bis 35 Meter bei einem Stammdurchmesser von 50 bis 100 Zentimeter, selten auch darüber erreicht. Einzelne Exemplare an besonders geeigneten Standorten können sogar eine Wuchshöhe von 45 Meter erreichen, diese Exemplare sind die größten Kiefern aus der Gruppe der US-Südstaaten-Kiefern.
Die Borke ist bei ausgewachsenen Bäumen rotbraun und bricht in schuppige Platten auf. Die etwa 12 bis 22 cm langen Nadeln sind zu je drei in Kurztrieben zusammengefasst. Dies ist eine mittlere Länge für die Gruppe der US-Südstaaten-Kiefern, kürzer als bei der Sumpfkiefer (Pinus palustris) oder Pinus elliottii einerseits, aber länger als bei Pinus echinata und Pinus glabra andererseits.

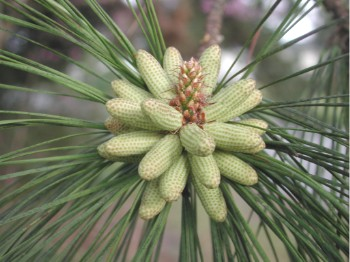
Zweig der Weihrauch-Kiefer mit vielen männlichen Zapfen

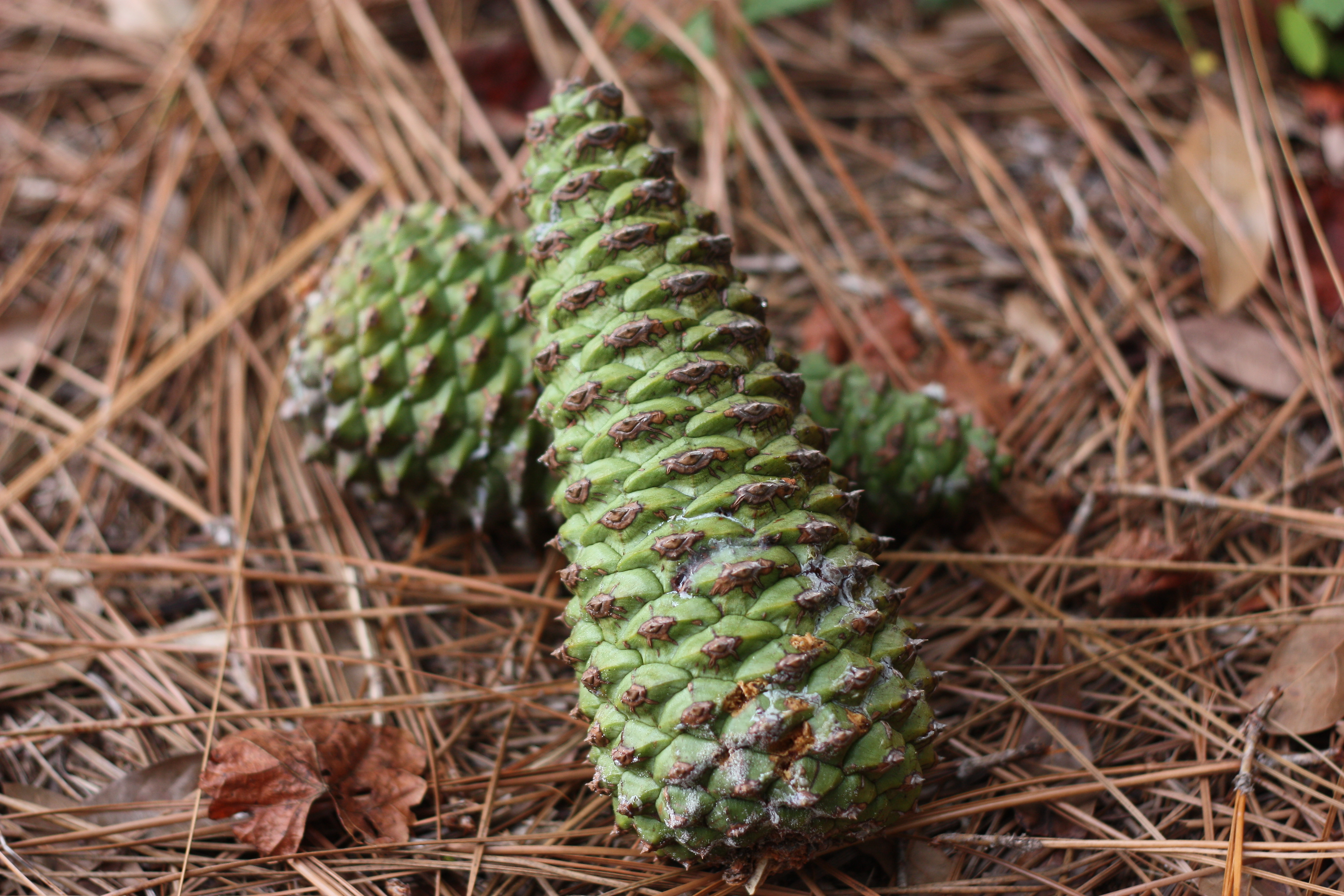
Samenzapfen der Weihrauch-Kiefer

Sie sind einhäusig getrenntgeschlechtig (monözisch). Die zylindrischen, männlichen Zapfen sind 20 bis 40 mm lang und gelb bis gelb-braun. Die anfangs grünlichen Zapfen sind zur Reifezeit hell- bis dunkelbraun. Ihre Länge beträgt etwa 7 bis 13 cm. Ihr Durchmesser beträgt 2 bis 3 cm im geschlossenen Zustand, vergrößert sich nach der Öffnung auf 4 bis 6 cm. Jede Zapfenschuppe trägt einen scharfen Stachel, der etwa 3 bis 6 mm groß ist. Der 5 bis 6 mm große, rot-braune Same besitzt einen bis zu 20 mm langen Flügel.
Die Chromosomenzahl beträgt 2n = 24.

## Verbreitung
Die Weihrauch-Kiefer ist in den südöstlichen USA beheimatet. Ihre Vorkommen reichen entlang der Atlantikküste nach Norden bis nach Delaware, südlich bis ins nördliche Florida. Nordwestlich ins Landesinnere erstreckt sich das Vorkommen bis nach Tennessee; in westlicher Richtung reicht das Verbreitungsgebiet in etwa bis zum Fluss Mississippi; daneben gibt es noch isolierte Vorkommen in Zentral-Texas; die berühmten „Lost Pines“ im Gebiet um Bastrop (Texas) sowie Vorkommen entlang des Colorado River (Texas) in Texas gehören dazu.

## Systematik
Pinus taeda wurde 1753 von Carl von Linné in seinem Werk "Species plantarum", Seite 1000 erstbeschrieben. Synonyme sind Pinus lutea Walter und Pinus mughoides E.H.L.Krause.

## "Eisenhower Tree"
Das wohl berühmteste Exemplar einer Weihrauch-Kiefer stand auf dem Golfplatz Augusta National in Georgia; da der ehemalige US-Präsident Dwight D. Eisenhower seine Golfbälle häufig in diesen Baum schlug, wurde dieses Exemplar auch Eisenhower Tree genannt. Im Februar 2014 musste er aufgrund der durch eine anhaltende Kältewelle verursachten starken Beschädigung gefällt werden.